# Clarembaldus van Atrecht
Clarembaldus van Atrecht (ca. 1110 - ca. 1187) was een Zuid-Nederlands theoloog en scholastisch filosoof. Hij is vooral bekend vanwege zijn Tractatus super librum Boetii De Trinitate, een commentaar op de Opuscula Sacra van de 6e-eeuwse filosoof Boëthius.
Clarembaldus behoorde tot de school van Chartres, die was gesticht door Willem van Conches en Bernard Silvestris. Hij was een volgeling van Thierry van Chartres en Hugo van Sint-Victor en een tegenstander van de Gilbert van Poitiers.

## Voetnoten
1. ↑   Clarembaldus Atrebatensis
2. ↑   John Marenbom, Boëthius (2003) blz. 172 dateert dit werk van Clarembaldus als afkomstige uit het eind van de jaren 1150. Hij toont beïnvloeding door Thierry van Chartres aan, maar ziet het werk als eenvoudiger te begrijpen dan het werk van Thierry van Chartres.